# Fraser (Iowa)
Fraser – miasto w Stanach Zjednoczonych, w stanie Iowa, w hrabstwie Boone. W 2000 roku liczyło 137 mieszkańców.